# Carl Friedrich Philipp von Martius
Karl Friedrich Philipp von Martius (Erlangen, 17 de abril de 1794 - Múnich, 13 de diciembre de 1868) fue médico, naturalista, botánico, antropólogo y uno de los más importantes investigadores alemanes que han estudiado el Brasil y especialmente la región del Amazonas. Hizo grandes aportes para el conocimiento de palmeras e incluso fue violinista.

## Biografía
Von Martius pasó 10 meses de su vida en la región norte del país, tiempo suficiente para marcar los 40 años posteriores a su estancia, tan intensa fue su ligazón con esa región.
Sus estudios sobre botánica se convirtieron en un gran legado cultural hasta nuestros días. Con todo, su obra no se restringió solamente a la botánica, y de acuerdo con Erwin Theodor Rosenthal, es imposible no consultar sus obras hoy en día cuando se está haciendo investigación sobre metodología histórica referente al siglo XIX, por ejemplo, lo mismo que si es sobre etnografía, folclore brasileño o estudios de las lenguas indígenas.

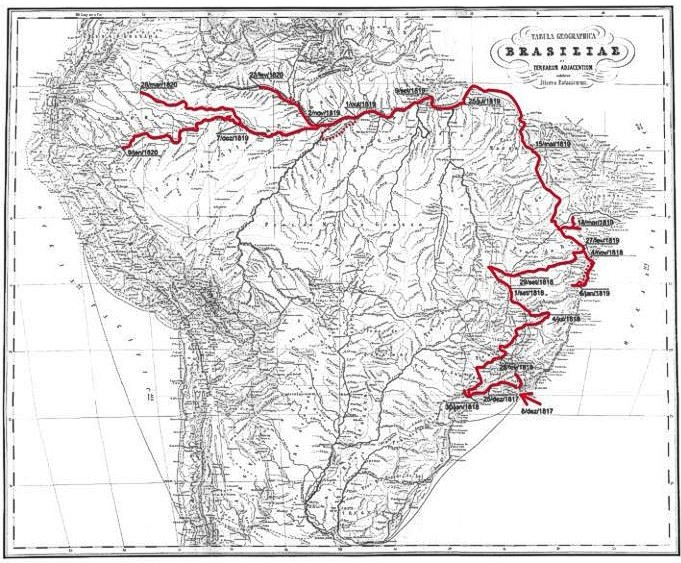
Ruta seguida por von Martius y von Spix, entre 1817 a 1820

Llegó al Brasil como parte de la comitiva de la Gran Duquesa austríaca Leopoldina, que viajaba para el Brasil a fin de casarse con Pedro I de Brasil. En esa misma expedición viajó al Brasil el científico Johann Baptist von Spix (1781-1826) que, juntamente con Martius, recibiera de la Academia de Ciencias de Baviera el encargo de investigar las provincias más importantes del Brasil y formar colecciones botánicas, zoológicas y mineralógicas.
La monografía de von Martius “Cómo se debe escribir la historia del Brasil” aparece embebida de una preocupación con una historia que tomase la idea de un pasado nacional, común a todos los “brasileiros”, que tiene inicio con el surgimiento político del Brasil independiente.

Desde el periodo colonial, es posible encontrar escritos que fueron llamados de historias del Brasil, tales como relatos de administradores, misioneros y viajantes que registraron los hechos ocurridos y observaciones sobre la vida y las costumbres de los habitantes del Brasil entre los siglos XVI al XVIII.
A partir de la creación del Instituto Histórico y Geográfico Brasileño (1838), cerca de siete años antes de la fecha de la monografía, se percibe más claramente la preocupación por parte de la élite letrada y política por un proyecto de formular una historia del Brasil.
Mas al comienzo de la década siguiente se acentúan las cuestiones referentes a la formulación de una historia patria. En un momento en el que la élite dirigente buscaba consolidar el Estado imperial, todas las cuestiones relativas a la historia del Brasil serían cruciales para trazar la forma de cómo contarla y la forma de cómo los brasileños se verían a sí mismos.
Para buscar las respuestas a esas innúmeras cuestiones, el secretario del "Instituto Histórico Januário da Cunha Barbosa" propuso un premio para quien respondiese sobre cuál era el mejor sistema para escribir la Historia del Brasil. El ganador del concurso fue von Martius, que estaba en contacto con la moda de la disciplina histórica en Europa, particularmente con Alemania.
Martius propugna una historia del Brasil que fuese al mismo tiempo “filosófica” y “pragmática”, teniendo como hecho la formación de su pueblo, incluyendo en esta formación la “mezcla das raças”.

## Obras
- 1817. Flora cryptogamica erlangensis
- 1823. Nova Genera et Species Plantarum Brasiliensium
- 1823. Reise in Brasilien. Tres vols. hasta 1831
- 1823. Historia naturalis palmarum. Tres vols. hasta 1850
- 1824. Historia Palmarum
- 1824. Palmarum familia ejusque genera denuo illustrata
- 1828. Icones selectae Plantarum Cryptogamicarum Brashiensium
- 1832. Beschreibung einiger neuer Nopaleen. En: Nova Acta Physico-Medica Academiae Caesareae Leopoldino-Carolinae Naturae Curiosorum Exhibentia Ephemerides sive Observationes Historias et Experimenta… 16 (1 ): 322–362.
- 1843. Palmetum Orbignianam, hasta 1846
- Flora Brasiliensis. en línea
- 1867. Beiträge zur Ethnographie und Sprachenkunde Amerikas. 1867
- Beiträge zur Ethnographie und Sprachkunde Amerika's zumal Brasiliens, Neudruck der Ausgabe von 1867 aus 1969
- Frey Apollonio. Roman aus Brasilien, erlebt und erzählt von Hartoman, de acuerdo con el original manuscrito de 1831, Dietrich Reimer Verlag, Berlín 1992, ISBN 3-496-00418-5
- The Book of Palms - Das Buch der Palmen trilingüe en alemán, inglés y francés, con un ensayo de H. Walter Lack (ed.) Taschen Verlag, Colonia 2010, ISBN 978-3-8365-1779-9

## Eponimia
- (Caesalpiniaceae) Martiodendron Gleason[2]